# 1500 w sztukach plastycznych

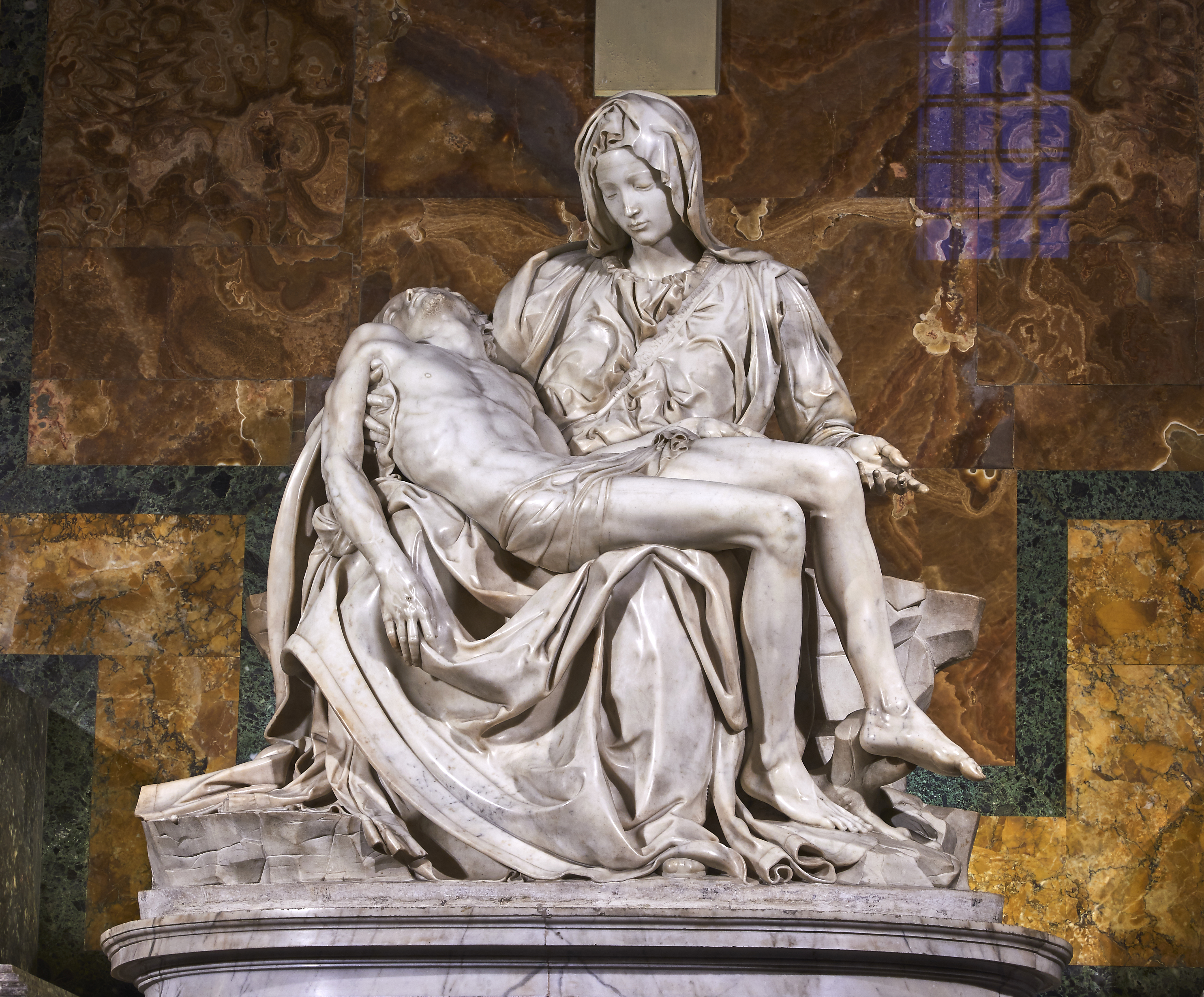
Pietà watykańska

Wydarzenia w sztukach plastycznych i wizualnych w 1500 roku.

## Nowe dzieła
- Michał Anioł, Pietà watykańska
- Albrecht Dürer, Autoportret w futrze
- Albrecht Dürer, Opłakiwanie Chrystusa